# Манзанера, Фил
Фил Манзанера (англ. Phil Manzanera, при рождении Филипп Джеффри Таргетт-Адамс (англ. Philip Geoffrey Targett-Adams); род. 31 января 1951, Лондон, Англия) — британский рок-музыкант, продюсер, автор песен, наибольшую известность получивший как гитарист Roxy Music.

## Биография

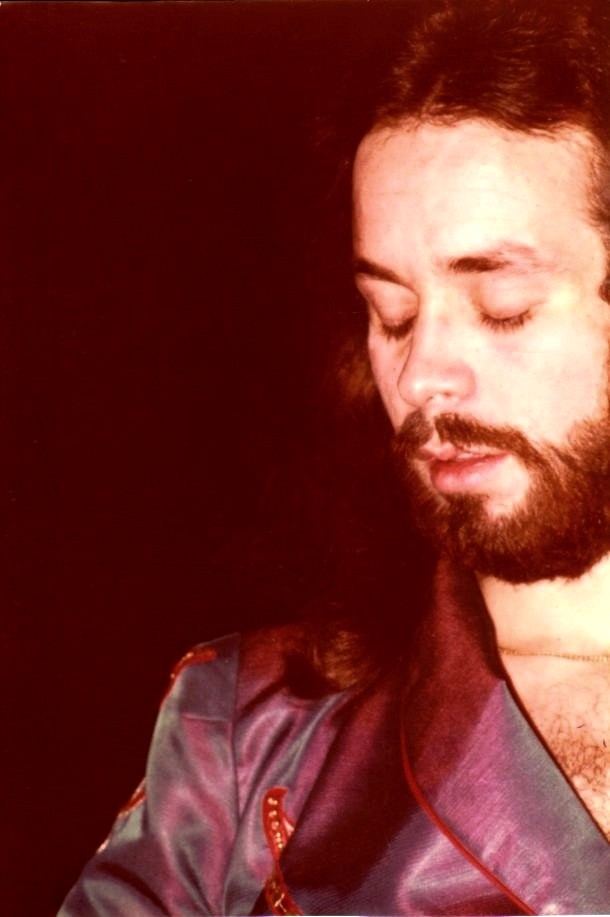
1973 год

Филип Таргетт-Адамс родился в Лондоне, Англия, в этнически смешанной семье (отец — англичанин, мать — колумбийка): и детские годы провёл в разных странах Латинской и Центральной Америки. Играть на электрогитаре он начал, будучи в Венесуэле, в возрасте восьми лет. Рок-н-ролл и латинская музыка повлияли на него в равной степени.
В 1966 году, будучи учеником школы при лондонском колледже Далвич (англ. Dulwich College), Манзанера в 1966 году основал группу Pooh and the Ostrich Feather, исполнявшую психоделический рок; позже состав принял название Quiet Sun и перешёл к музыке более авангардного звучания.
В 1972 году после распада коллектива Манзанера перешёл в Roxy Music, заменив здесь Дэвида О’Листа, как раз к моменту начала работы над дебютным альбомом Roxy Music. Фил Манзанера принял участие в записи всех альбомов «классического» периода группы.
По окончании работы над Country Life в 1974 году Манзанера записал свой первый сольный, в основном инструментальный альбом Diamond Head. К этому времени он принял участие в работе над сольными пластинками коллег по группе, Брайана Ферри (Another Time, Another Place) и Брайана Ино (Here Come the Warm Jets, Taking Tiger Mountain [By Strategy]), а кроме того записал альбом с воссоединёнными Quiet Sun (альбом Mainstream).
Начиная с этого времени Манзанера продолжал сочетать работу в группе с сольными и сторонними проектами. В 1977 году он образовал группу 801, затем провел гастрольный тур с Ферри, после распада Roxy Music создал дуэт The Explorers с саксофонистом Энди Маккеем. В качестве музыкального продюсера в эти годы Манзанера сотрудничал со многими музыкантами; в 1975 году он спродюсировал альбом тогда малоизвестных Split Enz; в 1993 году — альбом Нины Хаген Revolution Ballroom.

## Дискография (избранное)

### Сольные альбомы
- 1975 — Diamond Head
- 2000 — Rare One (1975—1991)
- 1999 — Vozero
- 1991 — Boleros Hoy (& Tania Libertad)
- 1992 — Live at the Karl Marx, Havana (как Manzanera Moncada)
- 2004 — 6PM
- 2005 — 50 minutes later
- 2008 — Firebird V11
- 2010 — Corroncho
- 2015 — The Sound of Blue

#### Quiet Sun
- 1975 — Mainstream

#### 801
- 1977 — Listen Now
- 1977 — Live at Manchester University
- 1978 — K-Scope

#### The Explorers
- 1985 — The Explorers (позже — The Complete Exploer in 2001)
- 1997 — Live at the Palace

#### Wetton Manzanera
- 1986 — One World

#### Manzanera & Mackay
- 1988 Crack the Whip
- 1989 Up in Smoke
- 1991 Manzanera & Mackay (сборник, составленный из материала двух первых альбомов)